# Premio Margaret Edwards
Premio Margaret Edwards es un premio estadounidense, creado en 1988 por Asociación Estadounidense de Bibliotecas.
El premio se otorga a la contribución significativa y duradera de la literatura juvenil. Recibe su nombre de Margaret Edwards (1902-1988), quien fue  educadora y bibliotecaria, y estuvo en la vanguardia de un movimiento al servicio de los jóvenes adultos en 1920.

## Galardonados
- 1988, Susan Eloise Hinton
- 1990, Richard Peck
- 1991, Robert Cormier
- 1992, Lois Duncan
- 1993, Marijane Meaker
- 1994, Walter Dean Myers
- 1995, Cynthia Voigt
- 1996, Judy Blume
- 1997, Gary Paulsen
- 1998, Madeleine L'Engle
- 1999, Anne McCaffrey
- 2000, Chris Crutcher
- 2001, Robert Lipsyte
- 2002, Paul Zindel
- 2003, Nancy Garden
- 2004, Ursula Kroeber Le Guin
- 2005, Francesca Lia Block
- 2006, Jacqueline Woodson
- 2007, Lois Lowry
- 2008, Orson Scott Card
- 2009, Laurie Halse Anderson
- 2010, Jim Murphy
- 2011, Terry Pratchett
- 2012, Susan Cooper
- 2013, Tamora Pierce
- 2014, Markus Zusak
- 2015, Sharon Draper
- 2016, David Levithan
- 2017: Sarah Dessen
- 2018: Angela Johnson
- 2019: Matthew Tobin Anderson